# Чупахівський район
Чупахівський райо́н — колишній район Богодухівської і Сумської округ.

## Історія
Утворений 7 березня 1923 року з центром в селі Чупахівка у складі Богодухівської округи Харківської губернії з Чупахівської, Олешанської, Мартинівської, Довжичанської і Буймерівської волостей.
12 листопада 1923 року адміністративний центр округи перенесений з Богодухова до Охтирки, округу перейменовано на Охтирську.
5 січня 1925 року Буймерівська сільрада перейшла до Тростянецького району.
3 червня 1925 Охтирська округа розформована, район перейшов до Сумської округи.
Ліквідований 15 вересня 1930 року, територія приєднана до Охтирського району Харківської округи.